# ميثاق الأمم المتحدة (فصل حادي عشر)
ميثاق الأمم المتحدة الفصل الحادي عشر: تصريح يتعلق بالأقاليم غير المتمتعة بالحكم الذاتي

## المادة 73
يقرر أعضاء الأمم المتحدة - الذين يضطلعون في الحال أو في المستقبل بتبعات عن إدارة أقاليم لم تنل شعوبها قسطاً كاملاً من الحكم الذاتي - المبدأ القاضي بأن مصالح أهل هذه الأقاليم لها المقام الأول، ويقبلون أمانة مقدسة في عنقهم، الالتزام بالعمل على تنمية رفاهية أهل هذه الأقاليم إلى أقصى حد مستطاع في نطاق السلم والأمن الدولي الذي رسمه هذا الميثاق. ولهذا الغرض:
( أ ) يكفلون تقدم هذه الشعوب في شؤون السياسة والاقتصاد والاجتماع والتعليم، كما يكفلون معاملتها بإنصاف وحمايتها من ضروب الإساءة - كل ذلك مع مراعاة الاحترام الواجب لثقافة هذه الشعوب.
(ب) ينمون الحكم الذاتي، ويقدرون الأماني السياسية لهذه الشعوب قدرها، ويعاونونها على إنماء نظمها السياسية الحرة نمواً مطرداً، وفقا للظروف الخاصة لكل إقليم وشعوبه، ومراحل تقدمها المختلفة.
(ج) يوطدون السلم والأمن الدولي.
(د) يعززون التدابير الإنسانية للرقي والتقدم، ويشجعون البحوث، ويتعاونون فيما بينهم لتحقيق المقاصد الاجتماعية والاقتصادية والعلمية المفصّلة في هذه المادة تحقيقاً عملياً، كما يتعاونون أيضاً لهذا الغرض مع الهيئات الدولية المتخصصة كلما تراءت لهم ملاءمة ذلك. .
(ه) ييرسلون إلى الأمين العام بانتظام يحيطونه علماً بالبيانات الإحصائية وغيرها من البيانات الفنية المتعلقة بأمور الاقتصاد والاجتماع والتعليم في الأقاليم التي يكونون مسؤولين عنها، عدا الأقاليم التي تنطبق عليها أحكام الفصلين الثاني عشر والثالث عشر من هذا الميثاق. كل ذلك مع مراعاة القيود التي قد تستدعيها الاعتبارات المتعلقة بالأمن والاعتبارات الدستورية.

## المادة 74
يوافق أعضاء الأمم المتحدة أيضاً على أن سياستهم إزاء الأقاليم التي ينطبق عليها هذا الفصل - كسياستهم في بلادهم نفسها - يجب أن تقوم على مبدأ حسن الجوار، وأن تراعي حق المراعاة مصالح بقية أجزاء العالم ورفاهيتها في الشؤون الاجتماعية والاقتصادية والتجارية.

## انظر ايضاً
| ميثاق الأمم المتحدة                                                              |
| -------------------------------------------------------------------------------- |
|                                                                                  |
| الفصل الأول في مقاصد الهيئة ومبادئها                                             |
| الفصل الثاني فـي العضوية                                                         |
| الفصل الثالث فـي فروع الهيئـة                                                    |
| الفصل الرابع في الجمعيـة العـامة                                                 |
| الفصل الخامس في مجلـس الأمـن                                                     |
| الفصل السادس في حل المنازعات حلاً سلمياً                                           |
| الفصل السابع فيما يتخذ من الأعمال في حالات تهديد السلم والإخلال به ووقوع العدوان |
| الفصل الثامن في التنظيمات الإقليمية                                              |
| الفصل التاسع في التعاون الدولي الاقتصادي والاجتماعي                              |
| الفصل العاشر المجلس الاقتصادي والاجتماعي                                         |
| الفصل الحادي عشر تصريح يتعلق بالأقاليم غير المتمتعة بالحكم الذاتي                |
| الفصل الثاني عشر في نظام الوصاية الدولي                                          |
| الفصل الثالث عشر في مجلس الوصاية                                                 |
| الفصل الرابع عشر في محكمة العدل الدولية                                          |
| الفصل الخامس عشر في الأمـانة                                                     |
| الفصل السادس عشر أحكـام متنوعـة                                                  |
| الفصل السابع عشر في تدابير حفظ الأمن في فترة الانتقال                            |
| الفصل الثامن عشر في تعديل الميثاق                                                |
| الفصل التاسع عشر في التصديق والتوقيع                                             |